# Paolo Canevari
Paolo Canevari (Roma, 26 marzo 1963) è un artista italiano di arte contemporanea che vive e lavora a Roma.

## Biografia
Paolo Canevari è uno degli artisti della sua generazione famosi a livello internazionale, noto per l'utilizzo di differenti materiali e media, quali animazione, disegno, video, scultura e installazioni.
L'artista propone simboli o luoghi comuni facilmente riconoscibili, per evocare concetti quali la religione, i miti urbani della felicità o i grandi principi alla base della creazione e della distruzione.
Partendo come scultore, usa la sua arte per convertire lo stato passivo della mente in atto energetico, creativo. L'adozione del medium video è associata al desiderio di generare immagini che siano sì effimere, ma anche di grande impatto visivo. Le sue recenti opere video possono essere viste come una forma di scultura effimera che rifiuta la retorica dei monumenti eterni.
Il suo lavoro è legato alla riflessione sull'impermanenza nell'arte, sul significato della scultura e su come questa si metta in relazione con il contesto sociale contemporaneo. Fin dai primi anni Novanta adotta come materiale d'elezione la gomma delle camere d'aria e degli pneumatici, e il colore nero, sviluppando un linguaggio personale teso alla rivisitazione del quotidiano e agli aspetti più intimi della memoria, dove si sovrappongono simboli, icone, cultura pop, rappresentazione storica e coscienza politica.

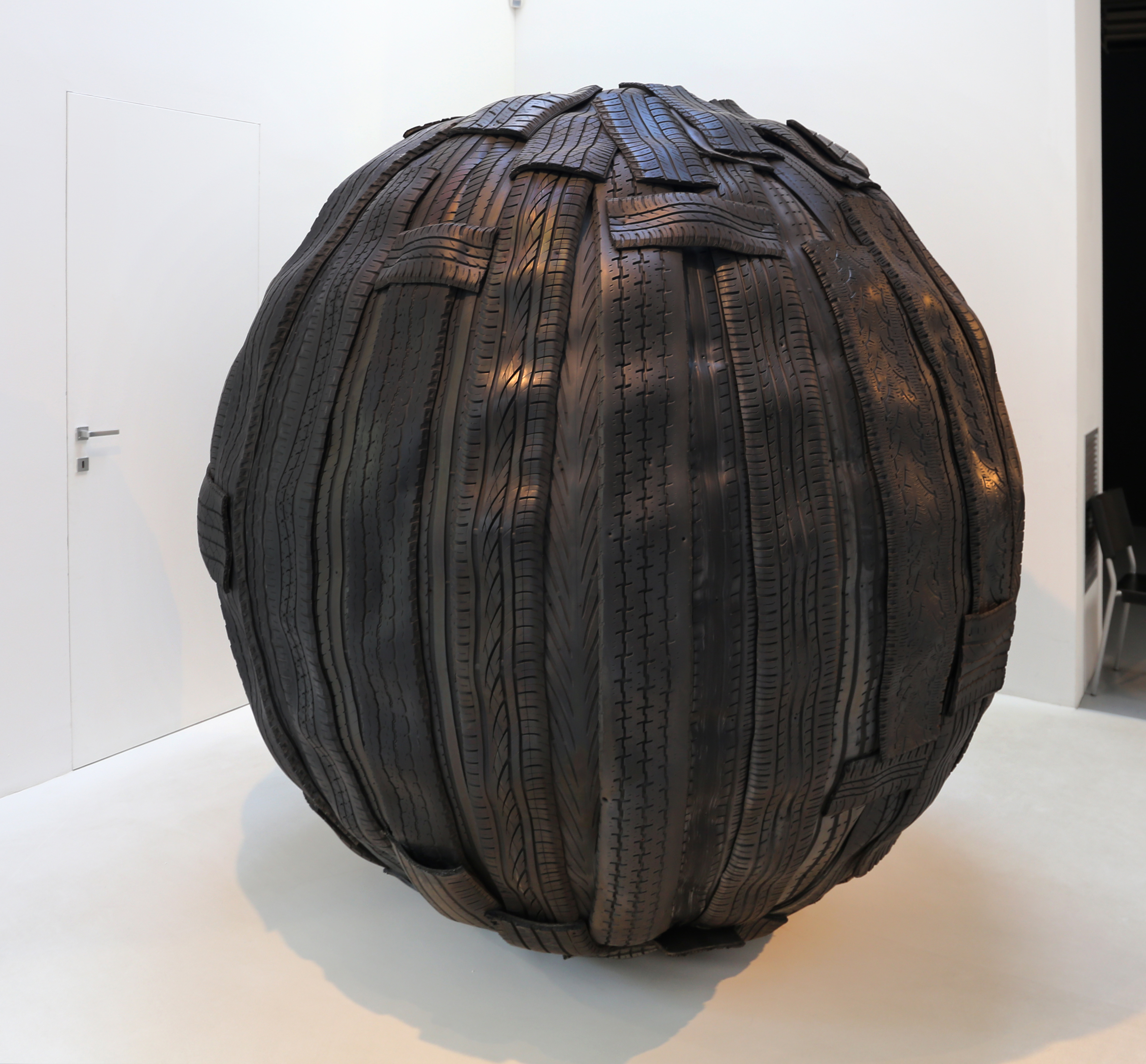
Nobody knows, 2010

La sua opera appare come sintesi delle espressioni linguistiche maturate dagli anni Sessanta in poi e non conosce confini di genere, spaziando dal disegno al video, dall'installazione alla performance. I materiali primari e semplici che compongono i suoi lavori sono messi in rapporto con il concetto di rappresentazione e fungono da "chiavi" che permettono infinite possibilità di lettura. Allo stesso tempo, testimoniano la continua metamorfosi della materia la cui instabilità è sinonimo di apertura a diverse interpretazioni.
Dal 2011 inizia con la serie di opere Monumenti della Memoria, una ricerca basata sui linguaggi tradizionali della pittura, del disegno e della scultura. Attraverso declinazioni tecnico-linguistiche indaga aspetti personali, intimi e interiori, in rapporto all'opera d'arte e al suo significato universale. Pur afferendo alla riconoscibilità di forme e dimensioni di un patrimonio artistico e culturale condiviso, pone l'accento sull'assenza, sul potere dell'immaginazione individuale, sul concetto di identità, sconnessa dal dilagante bisogno di un riconoscimento sociale, e infine sulla necessità di costruire una propria iconografia, non condizionata dai continui stimoli visivi del sistema dei consumi.
“Nel periodo tra il 2009 e il 2010 ho iniziato a prendere coscienza che la mia ricerca era arrivata ad un limite, imposto dal metodo e dal cambiamento di una struttura linguistica. Il sistema globalizzato d’informazione, attraverso il web e i social networks, aveva assorbito e fatto proprie le strutture linguistiche che appartenevano all’arte contemporanea e agli artisti; il sistema ci aveva raggiunto, aveva compreso il nostro linguaggio assorbendolo, sfruttandolo ai propri fini. Il significato politico e il potere dell’immagine erano stati così ridimensionati; non erano più un’eccezione nel panorama del linguaggio contemporaneo, ma semplicemente la norma. Iniziai dunque a ripensare il ruolo dell’immagine attraverso lo strumento della memoria, riflettendo su ciò che non si poteva riprodurre perché non aveva immagine. Ad interessarmi era la possibilità espressiva che nasce quando il concetto e il contenuto dell’opera sono legati unicamente alla forma e al suo potere evocativo. Significava non cercare più il contenuto nell’immagine ma nella sua assenza”.

## Principali mostre
Tra il 1989 e 1990 vive a New York dove allestisce le prime mostre, tra cui la prima personale Rocce. Negli anni Novanta espone in numerosissime collettive a: Los Angeles, Parigi, Kiev, Vienna, Francoforte, Dublino, Ginevra, Taiwan, Liegi; in Italia Bologna, Roma, Milano, Prato, Napoli, Spoleto, Venezia.
Nel 1999 la partecipazione alla XIII Quadriennale di Roma al Palazzo delle Esposizioni.
Nel 2000 è protagonista di numerose mostre personali a Roma nella Galleria Stefania Miscetti, a Bangkok nel Center for Academic Resources, Chulalongkorn University. Nel 2001 a Parigi nella Galerie Cent8, a Siena nel Palazzo delle Papesse Centro Arte Contemporanea, e a Milano nella Galleria Christian Stein, dove esporra' anche nel 2002, 2005, 2010, 2013 e 2019.
Nel 2002 Edizioni Charta gli dedica una monografia con testi di Andrea Camilleri, Mario Codognato, Doris von Draten, Chrissie Iles, Valerio Magrelli. Nel 2004 la personale “Welcome to OZ” al P.S.1 di New York curata da Alanna Heiss. Nel 2006 A Couple of Things I Have to Tell You alla Sean Kelly Gallery di New York e ancora nel 2006 Rubber Car al MART - Museo di Arte Moderna e Contemporanea di Trento e Rovereto; e la partecipazione nel progetto Peace Tower alla Biennale del Whitney Museum of American Art.
Nel 2007 espone al museo d'Arte Contemporanea MACRO di Roma con la personale Paolo Canevari - Nothing from Nothing, a cura di Danilo Eccher, nel catalogo Electa i testi sono di Danilo Eccher, Alanna Heiss, Klaus Biesenbach, Chrissie Iles. Sempre nel 2007 partecipa alla LII Esposizione internazionale d'arte di Venezia a cura di Robert Storr con il video Bouncing Skull; l'opera nel 2008 entrerà a far parte della collezione permanente del MoMA di New York. Nel 2008 la mostra personale Decalogo all'Istituto centrale per la grafica-Calcografia Nazionale di Roma e Raw – War al MoMA di New York curata da Klaus Biesenbach. A giugno 2010 la personale Paolo Canevari - Nobody Knows presso il Centro per l'Arte Contemporanea Luigi Pecci a Prato, a cura di Germano Celant cui è legata un'ampia monografia dello stesso Celant edita da Electa. Nello stesso anno la personale Odi et Amo alla GNAM, Galleria Nazionale d'Arte Moderna di Roma. Nel 2011 la personale Decalogo nella storica istituzione The Drawing Center di New York curata da Brett Littman.

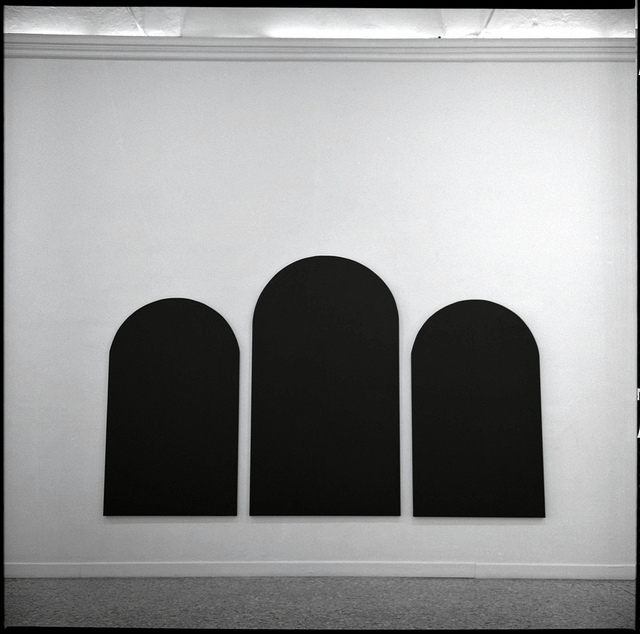
Monuments of the Memory (2013) - Galleria Christian Stein Milano, June-July 2013

Nel 2013 la mostra Monuments of the Memory presso la galleria Christian Stein a Milano.
Nel 2014 Out of Letf Field, 4th Quadrilateral Biennial, Museum of Modern and Contemporary Art, Rijeka, Croatia. Nel 2015 Arts&Foods. Rituals since 1851, curata da Germano Celant alla Triennale di Milano. Del 2015 anche l'apertura dell'opera permanente Souvenir nello spazio del Olnick Spanu Art Program a Garrison NY per il quale è stato edito un catalogo con testi critici di Brett Littman e Robert Storr. Nel 2016 l'artista prende parte alla mostra: Challenging Beauty– Insights of Italian Contemporary Art, Curata da Lóránd Hegyi nel Parkview Green Contemporary Art Museum di Pechino.
Nel 2018 la partecipazione alla prima Bangkok Biennale con l'installazione: "Monuments of the Memory, the Golden Room" e in novembre dello stesso anno i suoi disegni dalla serie degli anni novanta "Memoria Mia" accompagnano il libro di racconti "I tacchini non ringraziano" di Andrea Camilleri. Nel 2019 la retrospettiva di nove principali cicli di lavori dal 1990 al 2020 presso la galleria Christian Stein a Milano. Nel 2020 la mostra personale "Materia Oscura" nella Galleria d'Arte Moderna "G. Carandente" Palazzo Collicola Spoleto curata da Marco Tonelli e Lorenzo Fiorucci.
I suoi lavori sono presenti in collezioni private e pubbliche tra cui: Centro per l'Arte Contemporanea Luigi Pecci, Prato; Museum of Modern Art MoMA, New York; Louis Vuitton pour la Creation, Paris; Cisneros Fontanals Art Foundation, Miami; Macro, Museo d'arte Contemporanea Roma; MART Museo d'Arte Contemporanea di Trento e Rovereto; Johannesburg Art Gallery, Johannesburg; Istituto Nazionale per la Grafica Calcografia Nazionale, Roma; GNAM Galleria Nazionale d'Arte Moderna, Roma; Perna Foundation, Capri, Olnick Spanu Art Program Garrison NY. MAXXI, Museo Nazionale delle Arti del XXI secolo, Roma, Galleria d'Arte Moderna "G. Carandente" Palazzo Collicola Spoleto.
Nell'aprile 2006, dopo dieci anni di relazione, sposa l'artista serba Marina Abramović; divorzieranno nel 2009.

## Mostre
Canevari ha presentato le sue opere presso le maggiori istituzioni mondiali, tra cui:
- XIII Esposizione la Quadriennale di Roma, 2000
- Palazzo delle Papesse - Siena, 2001
- Center for academic Resources - Chulalongkorn University - Bangkok, 2001
- Liverpool Biennial, 2004
- Johannesburg Art Gallery - Contemporary Art Museum - Johannesburg, 2005
- Kunst-Werke Institute for Contemporary Art - Berlino, 2006
- P.S.1 Center for Contemporary Art - New York, 2004/2007
- MART Museo d'Arte Moderna e Contemporanea - Rovereto, 2005
- Macro, Museo d’Arte Contemporanea - Roma, 2007
- 52ª Esposizione Internazionale d'Arte - la Biennale di Venezia, Venezia, 2007
- Istituto Nazionale per la Grafica, Roma, 2008
- MoMA New York, 2008, (il suo video Bouncing Skull è parte della collezione permanente del museo).
- MAXXI, Museo Nazionale delle Art del XXI Secolo, Roma.
- Galleria d'Arte Moderna "G. Carandente" Palazzo Collicola Spoleto.
- MIAs Mid-career Italian Artists[1], Torino, 2017